# Joseph Monier

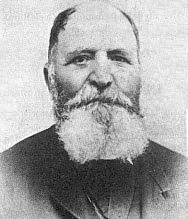
Joseph Monier

Joseph Monier (1823–1906) – francuski ogrodnik i wynalazca. Jest uważany za wynalazcę żelbetu. Jako pierwszy zastosował siatkę stalową do wzmacniania betonu. W 1867 roku opatentował betonową donicę do kwiatów zbrojoną drucianą siatką. W 1869 roku opatentował płytę betonową. 